# Dom samotnej matki
Dom samotnej matki – niezależny ośrodek oferujący nieodpłatną pomoc dla samotnych matek z dziećmi oraz kobiet w ciąży znajdujących się trudnej sytuacji życiowej. Zakres oferowanej pomocy zakłada oprócz pomocy materialnej, także pomoc psychologa oraz prawną. Celem takich ośrodków jest kierowanie pomocy do kobiet, które nie radzą sobie finansowo lub z problemami osobistymi, ale także promocja ochrony życia poczętego oraz dyskretna opieka nad kobietami w ciąży, które planują oddanie dziecka do adopcji, poprzez pomoc psychologiczną, opiekę nad matką przed oraz po porodzie i współpracę z ośrodkami adopcyjnymi. Ośrodki oferują pomoc także samotnym ojcom z małoletnimi dziećmi oraz innym opiekunom.   
Aspekty prawne funkcjonowania domów samotnej matki regulują ustawia z dnia 12 marca 2004 r. o pomocy społecznej oraz rozporządzenie Ministra Rodziny, Pracy i Polityki Społecznej z dnia 7 lutego 2024 r. w sprawie domów dla matek z małoletnimi dziećmi i kobiet w ciąży.

## Statystyka
W Polsce fundacja Caritas, organizacje pro-life oraz zakony żeńskie prowadzą co najmniej 40 tego typu placówek. Także stowarzyszenie Monar oraz inne organizacje pozarządowe zajmują się prowadzeniem licznych domów dla samotnych matek.  
W Polsce w 2017 roku, wedle serwisu „WP Parenting” organizacje katolickie prowadziły 32% domów samotnej matki, a Stowarzyszenie MONAR/MARKOT – 29%, spośród ogólnej liczby 62.  
Według danych katolickiego portalu Deon za rok 2015, ponad połowę ze 109 domów prowadzonych wówczas w Polsce, prowadziły instytucje kościelne.